# Élelmiszer

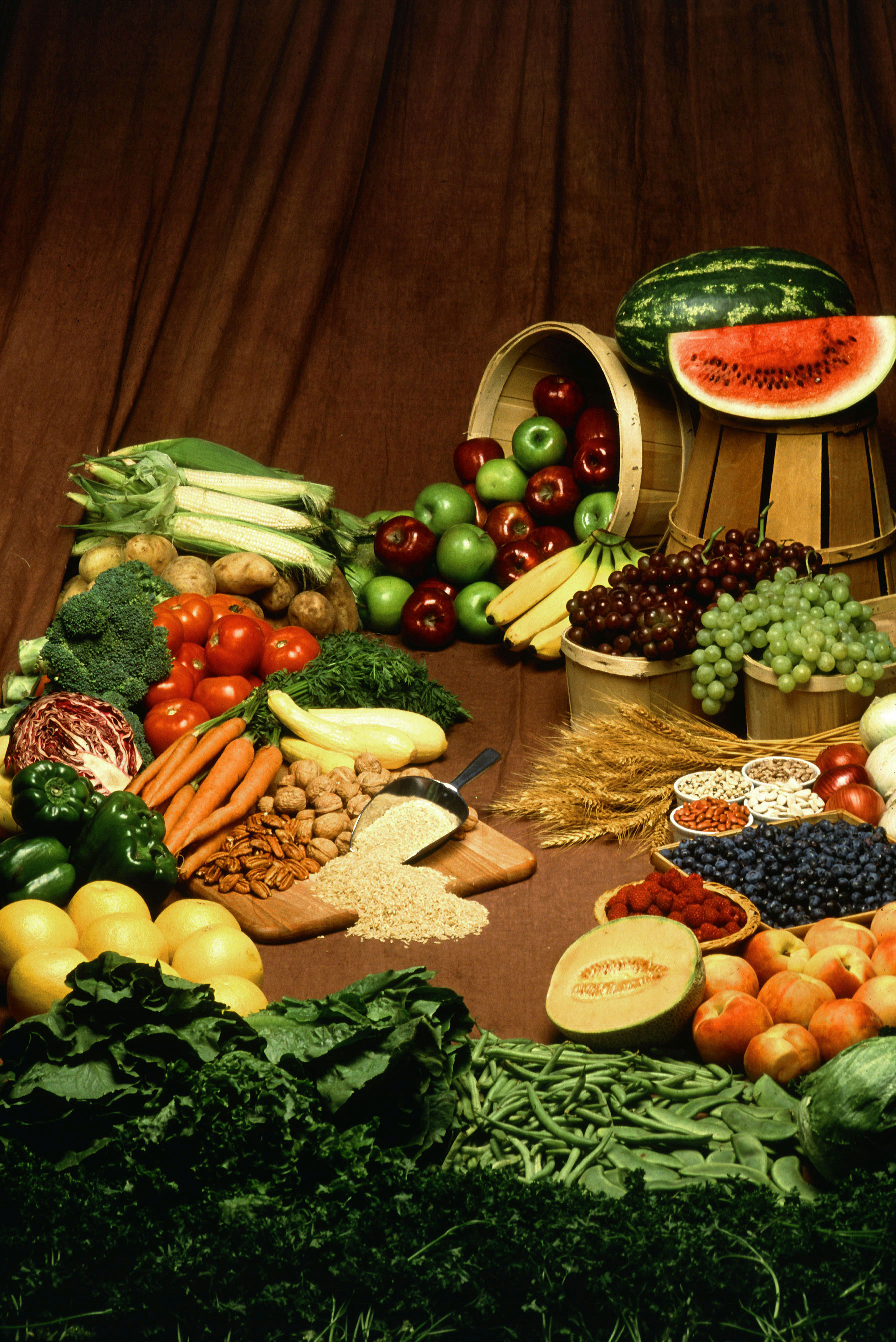
Növényi élelmiszer

Az élelmiszer emberi fogyasztásra szánt illetve alkalmas feldolgozott, részben feldolgozott vagy feldolgozatlan anyag vagy termék. Az élelmiszer fogalmába beletartozik a víz és az italok is, illetve minden olyan anyag, melyet az előállítás, feldolgozás illetve kezelés során szándékosan a termékhez adnak.
A 178/2002/EK európai parlamenti és tanácsi rendelet 2. cikke alapján nem minősül élelmiszernek a takarmány, az élőállat (kivéve a forgalomba hozatalra előkészített, emberi fogyasztásra szánt állatok), még nem betakarított növények, a gyógyszerek és kozmetikai termékek, a dohány és dohánytermékek, a kábítószerek és pszichotróp anyagok, szermaradványok és szennyezések.

## Ajánlott napi tápanyag bevitel
Az alábbi táblázatok az élelmiszerben található tápanyagból ajánlott napi bevitelt mutatják. Az alábbi táblázatok 2000 kcal (8400 kJ kalóriabevitel alapján), felnőttek és négy éves vagy annál idősebb gyermekek esetében, 2024-es értékek.
| Tápanyag           | Napi érték (DV) |
| ------------------ | --------------- |
| Összes zsír        | 78 g            |
| Telített zsírsavak | 20 g            |
| Koleszterin        | 300 mg          |
| Nátrium            | 2300 mg         |
| Kálium             | 4700 mg         |
| Összes szénhidrát  | 275 g           |
| cukor              | 50 g            |
| Élelmi rost        | 28 g            |
| Fehérje            | 50 g            |

### Vitaminsok és Kolin
| Mikrotápanyag | Napi érték (DV)      |
| ------------- | -------------------- |
| A-vitamin     | 900 μg               |
| C-vitamin     | 90 mg                |
| D-vitamin     | 20 μg                |
| E-vitamin     | 15 mg alfa-tokoferol |
| K-vitamin     | 120 μg               |
| Tiamin        | 1,2 mg               |
| Riboflavin    | 1,3 mg               |
| Niacin        | 16 mg                |
| Pantoténsav   | 5 mg                 |
| B6-vitamin    | 1,7 mg               |
| B12-vitamin   | 2,4 μg               |
| Biotin        | 30 μg                |
| Folsav        | 400 μg               |
| Kolin         | 550 mg               |

### Mikro elemek
| Mikrotápanyag | Napi érték (DV) |
| ------------- | --------------- |
| Kalcium       | 1300 mg         |
| Króm          | 35 μg           |
| Réz           | 0,9 mg          |
| Jód           | 150 μg          |
| Vas           | 18 mg           |
| Magnézium     | 420 mg          |
| Mangán        | 2,3 mg          |
| Molibdén      | 45 μg           |
| Foszfor       | 1250 mg         |
| Szelén        | 55 μg           |
| Cink          | 11 mg           |
| Kálium        | 4700 mg         |
| Nátrium       | 2300 mg         |
| Klorid        | 2300 mg         |